# Liste du patrimoine immobilier classé de Saint-Vith
Cette page regroupe l'ensemble du patrimoine immobilier classé de la ville belge de Saint-Vith.
| Objet                     | Année de construction / Architecte | Adresse    | Section communale | Coordonnées                      | Numéro d’inventaire | Illustration              |
| ------------------------- | ---------------------------------- | ---------- | ----------------- | -------------------------------- | ------------------- | ------------------------- |
|                           |                                    |            | Crombach          | 50° 16′ 03″ nord, 6° 05′ 33″ est | 31033               |                           |
|                           |                                    |            |                   | 50° 18′ 15″ nord, 6° 06′ 13″ est | 31035               |                           |
|                           |                                    |            |                   | 50° 20′ 06″ nord, 6° 02′ 36″ est | 31037               |                           |
|                           |                                    |            |                   | 50° 20′ 15″ nord, 6° 02′ 39″ est | 31038               |                           |
|                           |                                    |            |                   | 50° 19′ 31″ nord, 6° 03′ 36″ est | 31036               |                           |
|                           |                                    |            |                   | 50° 19′ 59″ nord, 6° 02′ 11″ est | 31039               |                           |
|                           |                                    |            |                   | 50° 17′ 20″ nord, 6° 03′ 35″ est | 31050               |                           |
|                           |                                    |            |                   | 50° 15′ 33″ nord, 6° 04′ 06″ est | 31026               |                           |
|                           |                                    |            |                   | 50° 17′ 01″ nord, 6° 13′ 45″ est | 31034               |                           |
| Tour Büchel               | 1350                               |            | Saint-Vith        | 50° 16′ 47″ nord, 6° 07′ 29″ est | 31040               | Tour Büchel               |
|                           |                                    |            |                   | 50° 16′ 48″ nord, 6° 11′ 14″ est | 31049               |                           |
| Château de Wallerode      |                                    |            | Recht             | 50° 17′ 49″ nord, 6° 09′ 19″ est | 31003               | Château de Wallerode      |
|                           | 9e eeuw                            | Wiesenbach | Lommersweiler     | 50° 15′ 54″ nord, 6° 08′ 29″ est | 30998               |                           |
|                           |                                    |            |                   | 50° 18′ 31″ nord, 6° 00′ 47″ est | 31215               | Image manquante           |
| Tumulus de Schinkelsknopf |                                    |            | Saint-Vith        | 50° 15′ 12″ nord, 6° 06′ 48″ est | 31299               | Tumulus de Schinkelsknopf |
|                           |                                    |            |                   | 50° 15′ 55″ nord, 6° 06′ 12″ est | 31490               |                           |